# كارل موريتز
كارل موريتز (بالألمانية: Carl Moritz)‏ هو مهندس معماري ألماني، ولد في 27 أبريل 1863 في برلين في ألمانيا، وتوفي في 23 أغسطس 1944 في بيرغ في ألمانيا.